# Casa consistorial de Ponferrada
La casa consistorial de Ponferrada, situada en la Plaza del Ayuntamiento de la ciudad, es la sede del Ayuntamiento de Ponferrada (provincia de León, Castilla y León, España), donde se hallan los órganos de gestión y gobierno de la ciudad.

## Historia
El edificio actual se construyó, casi en su totalidad, entre 1692 y 1705, según proyecto de Pedro de Arén. En su construcción trabajaron los maestros de cantería Domingo del Campo, Juan Vierna, Diego López, Santiago Gamallo, Lucas González de Pinas, Domingo García y Juan Centeno. 

## Descripción
Presenta una estructura central flanqueada por dos torres, que se rematan en una esbelta aguja al estilo Austria. La planta baja posee vanos recorridos por dintel y ciñen la puerta sendas columnas sobre plintos. La planta primera mantiene la correspondencia de líneas decorativas de la planta inferior, destacando la balconada corrida, sobre ménsulas, con barandilla de hierro. Las líneas de los cuerpos inferiores se transmiten, a través de los pilares, hacia las dos torres donde lucen las armas de la ciudad y poseen también sendos balcones, sobre ménsulas, cerrados con barandilla. Corona la estructura central, entre las dos torres, un solemne hastial donde se ha grabado el blasón con los símbolos imperiales.